# Liste des municipalités de l'État du Pernambouc
L'État du Pernambouc, au Brésil compte 185 municipalités (municípios en portugais).

## Municipalités

### A/C
- Abreu e Lima
- Afogados da Ingazeira
- Afrânio
- Agrestina
- Água Preta
- Águas Belas
- Alagoinha
- Aliança
- Altinho
- Amaraji
- Angelim
- Araçoiaba
- Araripina
- Arcoverde

- Barra de Guabiraba
- Barreiros
- Belém de Maria
- Belém de São Francisco
- Belo Jardim
- Betânia
- Bezerros
- Bodocó
- Bom Conselho
- Bom Jardim
- Bonito
- Brejão
- Brejinho
- Brejo da Madre de Deus
- Buenos Aires
- Buíque

- Cabo de Santo Agostinho
- Cabrobó
- Cachoeirinha
- Caetés
- Calçado
- Calumbi
- Camaragibe
- Camocim de São Félix
- Camutanga
- Canhotinho
- Capoeiras
- Carnaíba
- Carnaubeira da Penha
- Carpina
- Caruaru
- Casinhas
- Catende
- Cedro
- Chã de Alegria
- Chã Grande
- Condado
- Correntes
- Cortês
- Cumaru
- Cupira
- Custódia

### D/J
- Dormentes

- Escada
- Exu

- Feira Nova
- Fernando de Noronha (district d'état de Pernambouc)
- Ferreiros
- Flores
- Floresta
- Frei Miguelinho

- Gameleira
- Garanhuns
- Glória do Goitá
- Goiana
- Granito
- Gravatá

- Iati
- Ibimirim
- Ibirajuba
- Igarassu
- Iguaraci
- Inajá
- Ingazeira
- Ipojuca
- Ipubi
- Itacuruba
- Itaíba
- Ilha de Itamaracá
- Itambé
- Itapetim
- Itapissuma
- Itaquitinga

- Jaboatão dos Guararapes
- Jaqueira
- Jataúba
- Jatobá
- João Alfredo
- Joaquim Nabuco
- Jucati
- Jupi
- Jurema

### L/R
- Lagoa do Carro
- Lagoa do Itaenga
- Lagoa do Ouro
- Lagoa dos Gatos
- Lagoa Grande
- Lajedo
- Limoeiro

- Macaparana
- Machados
- Manari
- Maraial
- Mirandiba
- Moreilândia
- Moreno

- Nazaré da Mata

- Olinda
- Orobó
- Orocó
- Ouricuri

- Palmares
- Palmeirina
- Panelas
- Paranatama
- Parnamirim
- Passira
- Paudalho
- Paulista
- Pedra
- Pesqueira
- Petrolândia
- Petrolina
- Poção
- Pombos
- Primavera

- Quipapá
- Quixaba

- Recife (capitale de l'État du Pernambouc)
- Riacho das Almas
- Ribeirão
- Rio Formoso

### S/X
- Sairé
- Salgadinho
- Salgueiro
- Saloá
- Sanharó
- Santa Cruz
- Santa Cruz da Baixa Verde
- Santa Cruz do Capibaribe
- Santa Filomena
- Santa Maria da Boa Vista
- Santa Maria do Cambucá
- Santa Terezinha
- São Benedito do Sul
- São Bento do Una
- São Caetano
- São João
- São Joaquim do Monte
- São José da Coroa Grande
- São José do Belmonte
- São José do Egito
- São Lourenço da Mata
- São Vicente Ferrer
- Serra Talhada
- Serrita
- Sertânia
- Sirinhaém
- Solidão
- Surubim

- Tabira
- Tacaimbó
- Tacaratu
- Tamandaré
- Taquaritinga do Norte
- Terezinha
- Terra Nova
- Timbaúba
- Toritama
- Tracunhaém
- Trindade
- Triunfo
- Tupanatinga
- Tuparetama

- Venturosa
- Verdejante
- Vertente do Lério
- Vertentes
- Vicência
- Vitória de Santo Antão

- Xexéu

## Sources
- Infos supplémentaires (cartes simple et en PDF, et informations sur l'État).
- Infos sur les municipalités du Brésil
- Liste alphabétique des municipalités du Brésil